# Pleurotomella ipara
Pleurotomella ipara é uma espécie de gastrópode do gênero Pleurotomella, pertencente a família Raphitomidae.